# Eat You Alive
Eat You Alive è un singolo del gruppo musicale statunitense Limp Bizkit. È stato estratto dal loro quarto album in studio, Results May Vary.
Il CD singolo per questa canzone contiene anche gli inediti Just Drop Dead, dedicato al fallito rapporto tra Fred Durst e Britney Spears, e Shot. Rispetto alla versione diffusa su Internet, quella ufficiale di Just Drop Dead ha un basso più udibile ed è presente una eco per il ritornello.

## Video
Esistono due versioni del video: una con un'introduzione in cui compare Fred Durst sulla scena guidando un pickup in una foresta dove viene informato da un ragazzo che la band è pronta per girare il video e si vede anche un cartello con scritto in grande Eat You Alive.
L'altra versione non comprende questa breve introduzione.
Subito dopo Fred Durst inizia a cantare la canzone con un megafono, urlando anche contro l'attrice che compare nel video, Thora Birch. Al video ha partecipato anche Bill Paxton.

## Tracce
1. Eat You Alive (album version)
2. Shot (album version)
3. Just Drop Dead (album version)
4. Eat You Alive (enhanced video)